# Stefan Engler

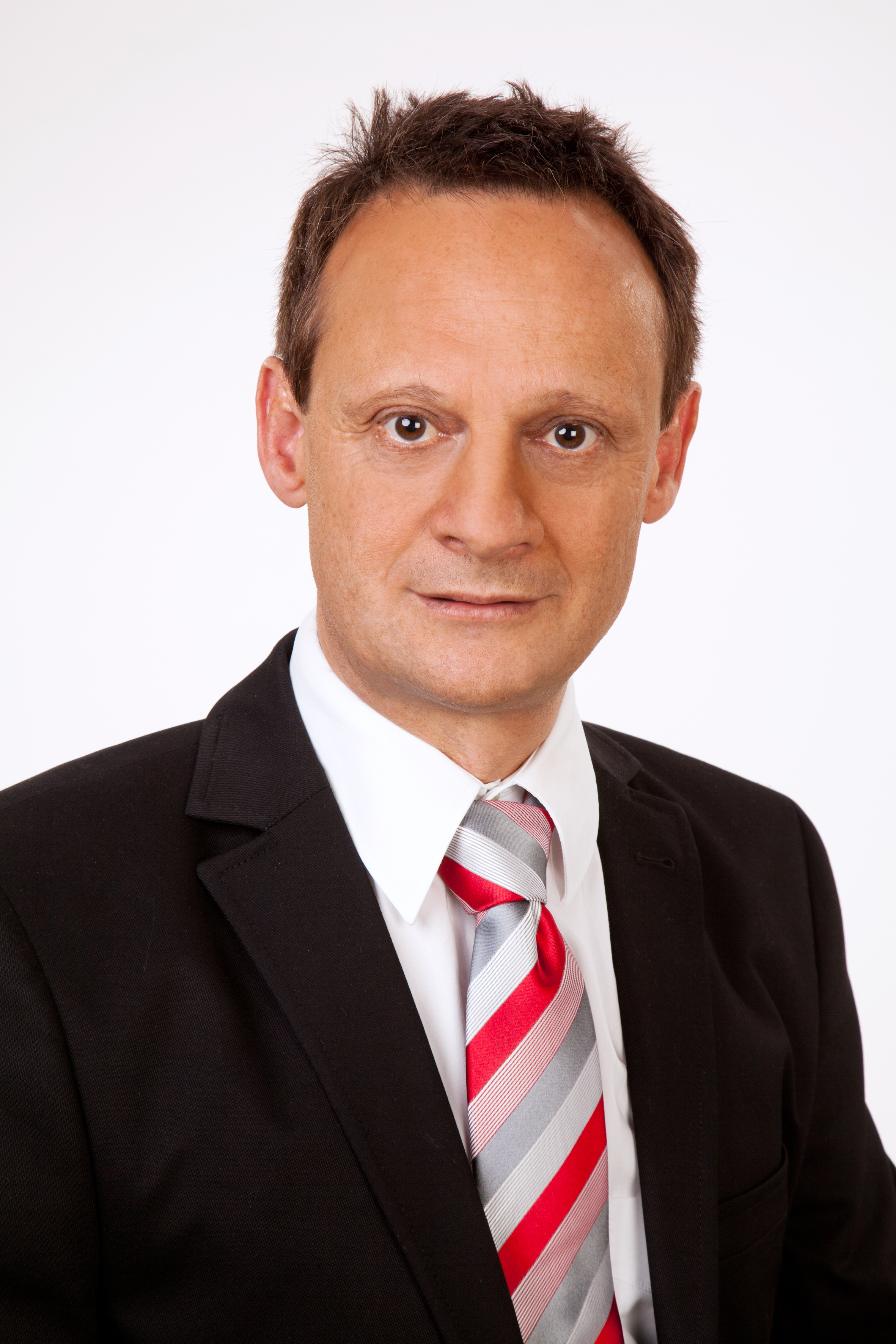
Stefan Engler (2011)

Stefan Engler (* 30. Mai 1960 in Chur; heimatberechtigt in Brienz und Surava) ist ein Politiker (Die Mitte, vormals CVP) des Schweizer Kantons Graubünden. Er ist aktuell der 1. Vizepräsident des Ständerats.

## Leben
Engler studierte Jurisprudenz und wurde Rechtsanwalt. Von 1987 bis 1998 gehörte er dem Grossen Rat des Kantons Graubünden an. Am 5. April 1998 wurde er in den Regierungsrat gewählt, dem er bis Ende 2010 angehörte. Er leitete das Bau-, Verkehrs- und Forstdepartement. 2008 wurde er turnusgemäss zum Regierungspräsidenten gewählt. Bei den Parlamentswahlen 2011 wurde Engler in den Ständerat gewählt. Bei den Wahlen 2015, 2019 und 2023 wurde er im Amt bestätigt. Er ist Präsident des Verwaltungsrates der Rhätischen Bahn.
Engler lebt in Chur, ist verheiratet, hat zwei Kinder und bekleidete in der Schweizer Armee den Rang eines Hauptmanns.